# Campeonato Rondoniense de Futebol de 2020
O Campeonato Rondoniense de Futebol de 2020 foi a 79.ª edição e a trigésima profissional da divisão principal do campeonato Estadual de Rondônia.
A competição deu ao campeão vaga para a Copa do Brasil de 2021, , e uma vaga para o vice na Copa Verde de 2021 e duas vagas na Série D de 2021 para o campeão e vice. Em 17 de março, a Federação de Futebol do Estado de Rondônia suspendeu o campeonato inicialmente por 15 dias devido à pandemia de COVID-19.e em uma nova reunião via vídeo conferência no dia 1 de abril com alguns clubes, a federação decidiu prorrogar a paralisação do campeonato por tempo indeterminado.Em Uma nova reunião via Videoconferência, realizada na manhã de quinta-feira, 30, a presidência da Federação de Futebol de Rondônia (FFER) e os presidentes dos clubes participantes da competição, decidiram que o Estadual voltará apenas na segunda quinzena do mês de novembro ,só que com essa mudança, apenas o Porto Velho, Genus, Real Ariquemes, Ji-Paraná, União Cacoalense, Pimentense e Vilhenense decidiram continuar e disputar o restante do Campeonato,só que alguns dias depois mais duas equipes decidiram abandonar o estadual: o Pimentense e o Vilhenense,e no dia 14 de setembro a equipe do Genus de Porto Velho também desistiu do campeonato e assim acabou se definindo os semifinalistas.

## Transmissão
Algumas das principais partidas do torneio são transmitidas pela RedeTV! Rondônia, pelo site Globoesporte.com, além de transmissões on-line através do Facebook e Youtube, feitas pelos canais oficiais de alguns clubes e de emissoras e as finais, além das emissoras de rádio do estado do Rondônia.

## Regulamento
Na primeira fase, os 11 times são divididos em dois grupos regionalizados e jogam contra os rivais da mesma chave em dois turnos. As equipes foram divididas em duas chaves e disputarão o campeonato que terá 3 fases: na primeira, os clubes jogarão dentro dos seus grupos em jogos de ida e volta, classificando-se os dois primeiros colocados por pontos ganhos de cada chave que seguirão para a semifinais,que depois, serão conhecidos os dois clubes que disputarão a grande final do Estadual. e os piores de cada chave são rebaixados,que posteriormente foi cancelado, E houve algumas outras alterações depois da paralisação do campeonato.

## Equipes participantes

### Informações das equipes
| Vilhena Vilhena: Barcelona Vilhenense Porto Velho Porto Velho: Genus Rondoniense Porto Velho Real Ariquemes Guajará Guaporé Ji-Paraná U. Cacoalense PimentenseLocalização da sede dos clubes no estado. | Vilhena Vilhena: Barcelona Vilhenense Porto Velho Porto Velho: Genus Rondoniense Porto Velho Real Ariquemes Guajará Guaporé Ji-Paraná U. Cacoalense PimentenseLocalização da sede dos clubes no estado. | Vilhena Vilhena: Barcelona Vilhenense Porto Velho Porto Velho: Genus Rondoniense Porto Velho Real Ariquemes Guajará Guaporé Ji-Paraná U. Cacoalense PimentenseLocalização da sede dos clubes no estado. | Vilhena Vilhena: Barcelona Vilhenense Porto Velho Porto Velho: Genus Rondoniense Porto Velho Real Ariquemes Guajará Guaporé Ji-Paraná U. Cacoalense PimentenseLocalização da sede dos clubes no estado. | Vilhena Vilhena: Barcelona Vilhenense Porto Velho Porto Velho: Genus Rondoniense Porto Velho Real Ariquemes Guajará Guaporé Ji-Paraná U. Cacoalense PimentenseLocalização da sede dos clubes no estado. | Vilhena Vilhena: Barcelona Vilhenense Porto Velho Porto Velho: Genus Rondoniense Porto Velho Real Ariquemes Guajará Guaporé Ji-Paraná U. Cacoalense PimentenseLocalização da sede dos clubes no estado. | Vilhena Vilhena: Barcelona Vilhenense Porto Velho Porto Velho: Genus Rondoniense Porto Velho Real Ariquemes Guajará Guaporé Ji-Paraná U. Cacoalense PimentenseLocalização da sede dos clubes no estado. |
| --- | --- | --- | --- | --- | --- | --- |

- a. ^ Devido as reformas no Estádio Aluízio Ferreira O Genus fechou uma parceria com a Prefeitura de Humaitá-AM, e com isso, irá mandar suas partidas no estádio Arlindo Braz.[46][46]
- b. ^ Devido as reformas no Estádio João Saldanha o Guajará fechou uma parceria com a Prefeitura de Nova Mamoré, e com isso, irá mandar suas partidas no Estádio Clímacão [47][47]
- c. ^ Devido as reformas no Estádio Aluizão as equipes do Porto Velho e Rondoniense fecharam uma parceria com a Prefeitura de Porto velho e irão a mandar seus jogos no Estádio Nenenzão no Distrito de Jaci-Paraná ,Porto Velho.[48][48]
- d. ^ Devido o Estádio Luiz Alves Ataíde está sem condições de uso, a equipe do  Atlético Pimentense,terá que mandar seus jogos no Estádio Cassolão em Rolim de Moura para participar da competição e a partir da sétima rodada começou a mandar seus jogos em Espigão do Oeste no Estádio Luizinho Turatti.[49][49]

## Primeira Fase

### Grupo A
| Classificação | Classificação  | Classificação | Classificação | Classificação | Classificação | Classificação | Classificação | Classificação | Classificação | Classificação | Classificação |
| Pos           | Times          | Pts           | J             | V             | E             | D             | GP            | GC            | SG            | %             |               |
| ------------- | -------------- | ------------- | ------------- | ------------- | ------------- | ------------- | ------------- | ------------- | ------------- | ------------- | ------------- |
| 1             | Porto Velho    | 18            | 8             | 5             | 3             | 0             | 11            | 1             | +10           | 75            |               |
| 2             | Real Ariquemes | 17            | 8             | 5             | 2             | 1             | 9             | 3             | +6            | 71            |               |
| 3             | Genus          | 10            | 8             | 3             | 1             | 4             | 11            | 11            | 0             | 42            |               |
| 4             | Rondoniense    | 4             | 7             | 1             | 1             | 5             | 5             | 12            | –7            | 19            |               |
| 5             | Guajará        | 4             | 7             | 1             | 1             | 5             | 3             | 12            | –9            | 19            |               |

| Desempenho | Desempenho | Desempenho | Desempenho | Desempenho | Desempenho | Desempenho | Desempenho | Desempenho | Desempenho | Desempenho |
| Pos        | 1ª         | 2ª         | 3ª         | 4ª         | 5ª         | 6ª         | 7ª         | 8ª         | 9ª         | 10ª        |
| ---------- | ---------- | ---------- | ---------- | ---------- | ---------- | ---------- | ---------- | ---------- | ---------- | ---------- |
| 1          | GUA        | GUA        | PVE        | PVE        | PVE        | PVE        | PVE        | PVE        | PVE        | PVE        |
| 2          | PVE        | PVE        | GUA        | RDA        | RDA        | RDA        | RDA        | RDA        | RDA        | RDA        |
| 3          | RON        | RDA        | GEN        | GUA        | RON        | RON        | RON        | GEN        | GEN        | GEN        |
| 4          | GEN        | GEN        | RDA        | RON        | GEN        | GEN        | GEN        | RON        | RON        | RON        |
| 5          | RDA        | RON        | RON        | GEN        | GUA        | GUA        | GUA        | GUA        | GUA        | GUA        |

|  |                                     |
|  | Classificado para as Semifinais     |
|  | Zona de eliminação na Primeira Fase |
|  | Zona de Rebaixamento                |

### Grupo B
| Classificação | Classificação    | Classificação | Classificação | Classificação | Classificação | Classificação | Classificação | Classificação | Classificação | Classificação | Classificação |
| Pos           | Times            | Pts           | J             | V             | E             | D             | GP            | GC            | SG            | %             |               |
| ------------- | ---------------- | ------------- | ------------- | ------------- | ------------- | ------------- | ------------- | ------------- | ------------- | ------------- | ------------- |
| 1             | Ji-Paraná        | 22            | 10            | 6             | 4             | 0             | 19            | 5             | +14           | 73            |               |
| 2             | União Cacoalense | 21            | 10            | 6             | 3             | 1             | 15            | 3             | +12           | 70            |               |
| 3             | Vilhenense       | 14            | 8             | 4             | 2             | 4             | 8             | 7             | +1            | 58            |               |
| 4             | Pimentense       | 6             | 9             | 1             | 3             | 5             | 6             | 17            | –11           | 22            |               |
| 5             | Barcelona-RO     | 5             | 8             | 1             | 2             | 5             | 7             | 15            | –8            | 21            |               |
| 6             | Guaporé          | 5             | 9             | 1             | 2             | 6             | 7             | 15            | –8            | 19            |               |

| Desempenho | Desempenho | Desempenho | Desempenho | Desempenho | Desempenho | Desempenho | Desempenho | Desempenho | Desempenho | Desempenho |
| Pos        | 1ª         | 2ª         | 3ª         | 4ª         | 5ª         | 6ª         | 7ª         | 8ª         | 9ª         | 10ª        |
| ---------- | ---------- | ---------- | ---------- | ---------- | ---------- | ---------- | ---------- | ---------- | ---------- | ---------- |
| 1          | BAR        | VIL        | BAR        | VIL        | VIL        | UCA        | VIL        | JPR        | JPR        | JPR        |
| 2          | JPR        | BAR        | VIL        | JPR        | UCA        | VIL        | JPR        | UCA        | UCA        | UCA        |
| 3          | GUP        | JPR        | JPR        | UCA        | JPR        | JPR        | UCA        | VIL        | VIL        | VIL        |
| 4          | PIM        | PIM        | PIM        | BAR        | BAR        | GUP        | PIM        | PIM        | PIM        | PIM        |
| 5          | UCA        | UCA        | UCA        | PIM        | PIM        | BAR        | GUP        | GUP        | GUP        | GUP        |
| 6          | VIL        | GUP        | GUP        | GUP        | GUP        | PIM        | BAR        | BAR        | BAR        | BAR        |

|  |                                     |
|  | Classificado para as Semifinais     |
|  | Zona de eliminação na Primeira Fase |
|  | Zona de Rebaixamento                |

## Fase final
|  | Semifinais 14 a 25 de novembro | Semifinais 14 a 25 de novembro | Semifinais 14 a 25 de novembro | Semifinais 14 a 25 de novembro |   |             | Final 28 de novembro e 5 de dezembro | Final 28 de novembro e 5 de dezembro | Final 28 de novembro e 5 de dezembro | Final 28 de novembro e 5 de dezembro |
|  |                                |                                |                                |                                |   |             |                                      |                                      |                                      |                                      |
|  | Porto Velho                    | 0                              | 2                              | 2 (3)                          |   |             |                                      |                                      |                                      |                                      |
|  | União Cacoalense               | 1                              | 1                              | 2 (2)                          |   |             |                                      |                                      |                                      |                                      |
|  | União Cacoalense               | 1                              | 1                              | 2 (2)                          |   | Porto Velho | 2                                    | 1                                    | 3                                    |                                      |
|  |                                |                                |                                |                                |   | Porto Velho | 2                                    | 1                                    | 3                                    |                                      |
|  |                                | Real Ariquemes                 | 1                              | 0                              | 1 |             |                                      |                                      |                                      |                                      |
|  | Ji-Paraná                      | Real Ariquemes                 | 1                              | 0                              | 1 | 1           | 2                                    | 3                                    |                                      |                                      |
|  | Ji-Paraná                      |                                |                                |                                |   | 1           | 2                                    | 3                                    |                                      |                                      |
|  | Real Ariquemes                 | 3                              | 1                              | 4                              |   |             |                                      |                                      |                                      |                                      |

## Artilharia
Atualizado em 15 de Março
| Gols | Jogador       | Time           |
| ---- | ------------- | -------------- |
| 4    | Ariel         | Vilhenense     |
| 4    | Watthimem     | Ji-Paraná      |
| 3    | Matheus       | Barcelona-RO   |
| 3    | Raí           | Real Ariquemes |
| 3    | Marquinhos    | Pimentense     |
| 2    | Marco Aurélio | Guaporé        |
| 2    | Alesson       | Rondoniense    |
| 2    | Xana          | Rondoniense    |
| 2    | Marcos Malta  | Genus          |
| 2    | Maranhão      | Ji-Paraná      |

## Técnicos
| Equipe           | Técnico                                      |
| ---------------- | -------------------------------------------- |
| Barcelona        | Márcio Parreiras (1ª—)                       |
| Genus            | Bruno Monteiro (1ª—5ª) Ocimar Esteves (6ª—)  |
| Guajará          | Tinho Damasceno (1ª—7ª) Sidney Tobias (8ª—)  |
| Guaporé          | Fábio Luiz (1ª—3ª) Paulo Roberto Miúdo (4ª—) |
| Ji-Paraná        | Luiz Carlos (1ª—5ª) Bruno Monteiro (6ª—)     |
| Pimentense       | Heder Palmonari (1ª—)                        |
| Porto Velho      | Wesley Edson (1ª—7ª) Tiago Batizoco(8ª—)     |
| Real Ariquemes   | Éverton Goiano (1ª—7ª) Álvaro Miguéis (8ª—)  |
| Rondoniense      | Luciano Mattos (1ª—)                         |
| União Cacoalense | Jorge Saran (1ª—3ª) Nei César (4ª—)          |
| Vilhenense       | Tiago Batizoco (1ª—7ª) Felipe Romário (8ª—)  |

### Mudança de Técnicos
| Clube            | Antecessor      | Motivo                       | Data            | Última partida                  | Rod | Pos          | Sucessor            | Ref.                                      |
| ---------------- | --------------- | ---------------------------- | --------------- | ------------------------------- | --- | ------------ | ------------------- | ----------------------------------------- |
| Guaporé          | Fábio Luiz      | Demitido                     | 16 de fevereiro | Guaporé 1–2 Barcelona           | 3ª  | 6° (Grupo B) | Paulo Roberto Miúdo | [ 53 ] [ 54 ]                             |
| União Cacoalense | Jorge Saran     | Demitido                     | 21 de fevereiro | Pimentense 0–0 União Cacoalense | 3ª  | 4° (Grupo B) | Nei César           | [ 55 ] [ 56 ]                             |
| Ji-Paraná        | Luiz Carlos     | Demitido                     | 2 de março      | Guaporé 2–2 Ji-Paraná           | 5ª  | 3° (Grupo B) | Bruno Monteiro      | [ 57 ] [ 58 ]                             |
| Genus            | Bruno Monteiro  | Contratado pelo Ji-Paraná    | 3 de março      | Genus 2–2 Rondoniense           | 5ª  | 4° (Grupo A) | Ocimar Esteves      | [ 59 ] [ 60 ]                             |
| Vilhenense       | Tiago Batizoco  | Demitido                     | 27 de março     | Vilhenense 1–0 Guaporé          | 7ª  | 1° (Grupo B) | Felipe Romário      | [ 61 ] [ 62 ] [ 63 ]                      |
| Porto Velho      | Wesley Edson    | Contratado pelo ADF Portland | 23 de maio      | Porto Velho 2–0 Guajará         | 7ª  | 1° (Grupo A) | Tiago Batizoco      | [ 64 ] [ 65 ] [ 66 ] [ 67 ] [ 68 ] [ 69 ] |
| Real Ariquemes   | Éverton Goiano  | Contratado pelo Potiguar-RN  | 23 de julho     | Real Ariquemes 1–0 Rondoniense  | 7ª  | 2° (Grupo A) | Álvaro Miguéis      | [ 70 ] [ 71 ] [ 72 ]                      |
| Guajará          | Tinho Damasceno | Substituído                  | 29 de julho     | Porto Velho 2–0 Guajará         | 7ª  | 5° (Grupo A) | Sidney Tobias       | [ 73 ]                                    |

## Premiação
| Série A de 2020 Campeonato Rondoniense de Futebol |
| ------------------------------------------------- |
| Porto Velho Campeão (1.º título)                  |